# Nathan Walker
Nathan Walker (* 7. Februar 1994 in Cardiff, Wales) ist ein australischer Eishockeyspieler, der seit Juli 2019 bei den St. Louis Blues aus der National Hockey League unter Vertrag steht und parallel für deren Farmteam, die Springfield Thunderbirds, auf der Position des linken Flügelstürmers spielt.

## Karriere
Nathan Walker, der mit seiner Familie im Alter von zwei Jahren nach Australien auswanderte, begann seine Karriere als Eishockeyspieler im Alter von sechs Jahren in Australien. 2007 wechselte er in die Nachwuchsabteilung des HC Vítkovice Steel aus Tschechien. In der Saison 2007/08 spielte er im Alter von 14 Jahren erstmals für dessen U18-Junioren in der höchsten Spielklasse dieser Altersstufe. Im folgenden Jahr wurde er als Stammspieler mit den U18-Junioren des HC Vítkovice nationaler Meister. In der Saison 2009/10 spielte er abwechselnd für die U18- und die U20-Junioren des Vereins, während der Stürmer in der Sommerpause für die Sydney Ice Dogs in der Australian Ice Hockey League auflief. Dies wiederholte er auch in der folgenden Spielzeit.
Zur Saison 2011/12 rückte Walker in den Profikader des HC Vítkovice Steel auf. Am 9. Oktober 2011 gab er im Spiel gegen den BK Mladá Boleslav sein Debüt in der Extraliga und schrieb damit Geschichte, da er weltweit der erste australische Eishockeyspieler ist, der in der höchsten Profiliga eines europäischen Landes spielte. Bei seinem Debüt gab er eine Torvorlage. Einige Tage später erzielte er sein erstes Tor in der Extraliga. Während der Playoffs der tschechischen Nachwuchsligen, spielte er aber auch wieder im Juniorenbereich und gewann mit der U18 seinen zweiten tschechischen Titel. Auch die Spielzeit 2012/13 begann er wieder für Vitkovice in der Extraliga, wechselte aber im Januar 2013 in die Vereinigten Staaten, wo er bei den Youngstown Phantoms in der United States Hockey League spielte.
Zur Saison 2013/14 wechselte Walker in die AHL zu den Hershey Bears, die als Farmteam der Washington Capitals fungieren. In der Folge wählten ihn die Capitals im NHL Entry Draft 2014 an 89. Position aus und nahmen ihn im Juli 2014 direkt unter Vertrag. Mit Beginn der Saison 2017/18 stand Walker erstmals im NHL-Aufgebot der Capitals und wurde somit zum ersten Australier in der Geschichte der Liga. Bis Ende November 2017 absolvierte er sieben Spiele für den Hauptstadtklub, in denen er auch sein erstes Tor erzielte, ehe er über den Waiver zu den Edmonton Oilers gelangte. Nach etwas mehr als zwei Wochen und zwei NHL-Einsätzen in Edmonton kehrte der Australier über den gleichen Weg zu den Washington Capitals zurück.
Mit den Capitals gewann er in den Playoffs 2018 den Stanley Cup, wobei er nicht auf der Trophäe verewigt wurde, da er in den Playoffs nur eine Partie absolviert hatte. Im Juli 2019 schloss er sich in der Folge als Free Agent den St. Louis Blues an.

### International
Für Australien nahm Walker erstmals an der Weltmeisterschaft der Division II 2011 teil. Bei dieser erreichte er mit seiner Mannschaft den Aufstieg in die Division I. Er selbst erzielte in vier Spielen vier Tore und zwei Vorlagen und wurde zum besten Spieler seiner Mannschaft gewählt. Zudem wies er mit +7 die beste Plus/Minus-Bilanz der Gruppe A auf und war gemeinsam mit dem Neuseeländer Chris Eaden und dem Belgier Bryan Kolodziejczyk drittbester Scorer des Turniers hinter seinen Landsleuten Joey Hughes und Lliam Webster. Bei der Weltmeisterschaft der Division I 2012 stand er ebenfalls im Aufgebot Australiens.

## Erfolge und Auszeichnungen
- 2009 Tschechischer U18-Meister mit dem HC Vítkovice Steel
- 2011 Aufstieg in die Division I bei der Weltmeisterschaft der Division II, Gruppe A
- 2011 Beste Plus/Minus-Bilanz der Weltmeisterschaft der Division II, Gruppe A
- 2012 Tschechischer U18-Meister mit dem HC Vitkovice Steel

## Karrierestatistik
Stand: Ende der Saison 2024/25

### International
Vertrat Australien bei:
- Weltmeisterschaft der Division II 2011
- Weltmeisterschaft der Division IB 2012

(Legende zur Spielerstatistik: Sp oder GP = absolvierte Spiele; T oder G = erzielte Tore; V oder A = erzielte Assists; Pkt oder Pts = erzielte Scorerpunkte; SM oder PIM = erhaltene Strafminuten; +/− = Plus/Minus-Bilanz; PP = erzielte Überzahltore; SH = erzielte Unterzahltore; GW = erzielte Siegtore; 1 Play-downs/Relegation; Kursiv: Statistik nicht vollständig)